# Département Ardèche
Das Département Ardèche [aʁ'dɛʃ] (offiziell Département de l’Ardèche) ist das französische Département mit der Ordnungsnummer 07. Es liegt im Südosten Frankreichs in der Region Auvergne-Rhône-Alpes und wurde nach dem Fluss Ardèche benannt, der im Westen des Départements entspringt, den südlichen Teil durchschneidet und bei Pont-Saint-Esprit (Département Gard) in die Rhône, die die östliche Grenze des Départements bildet, einmündet.

## Geographie
Das zum Zentralmassiv gehörende Département Ardèche grenzt an die Départements Drôme, Vaucluse, Gard, Lozère, Haute-Loire, Loire und Isère. Es liegt in einer Höhe zwischen ca. 120 m (Rhônetal) und 1753 m (Mont Mézenc). Im Gebiet der Ardèche fällt zwar ausreichend Regen, doch aufgrund des kalkreichen Untergrunds sind Oberflächengewässer (Flüsse, Bäche, Seen) selten, was eine Besiedlung der Region lange Zeit erschwert hat, denn erst seit dem Mittelalter beherrschte man in Europa die Techniken des Tiefbrunnenbaus.

## Geschichte
Das Département wurde am 4. März 1790 errichtet und ist mit der ehemaligen Grafschaft Vivarais (einer Unterteilung der Provinz Languedoc) fast deckungsgleich.
Von 1960 bis 2015 war es Teil der Region Rhône-Alpes, die 2016 in der Region Auvergne-Rhône-Alpes aufging.

## Städte
| Ort                 | Einwohner (1800) | Einwohner (1901) | Einwohner (2014) |
| ------------------- | ---------------- | ---------------- | ---------------- |
| Annonay             | 5.550            | 17.490           | 16.302           |
| Aubenas             | 3.315            | 8.362            | 11.917           |
| Guilherand-Granges  | 300              | 600              | 10.841           |
| Tournon-sur-Rhône   | 3.419            | 5.174            | 10.558           |
| Le Teil             | 1.253            | 5.582            | 8.376            |
| Privas              | 2.923            | 7.561            | 8.313            |
| Saint-Péray         | 1.652            | 2.603            | 7.494            |
| Bourg-Saint-Andéol  | 3.964            | 4.165            | 7.236            |
| La Voulte-sur-Rhône | 1.369            | 2.738            | 5.124            |
| Viviers             | 1.892            | 3.416            | 3.788            |
| Vals-les-Bains      | 1.960            | 4.025            | 3.455            |
| Davézieux           | 598              | 1.151            | 3.071            |
| Le Cheylard         | 1.722            | 3.373            | 3.037            |

## Wappen
Das Wappen des Départements entspricht weitgehend dem der historischen Provinz Vivarais: Es zeigt in Blau sechs Reihen gesäte goldene Lilien, die von einem goldenen Bord belegt und mit acht blauen Schildlein umgeben sind.

## Verwaltungsgliederung

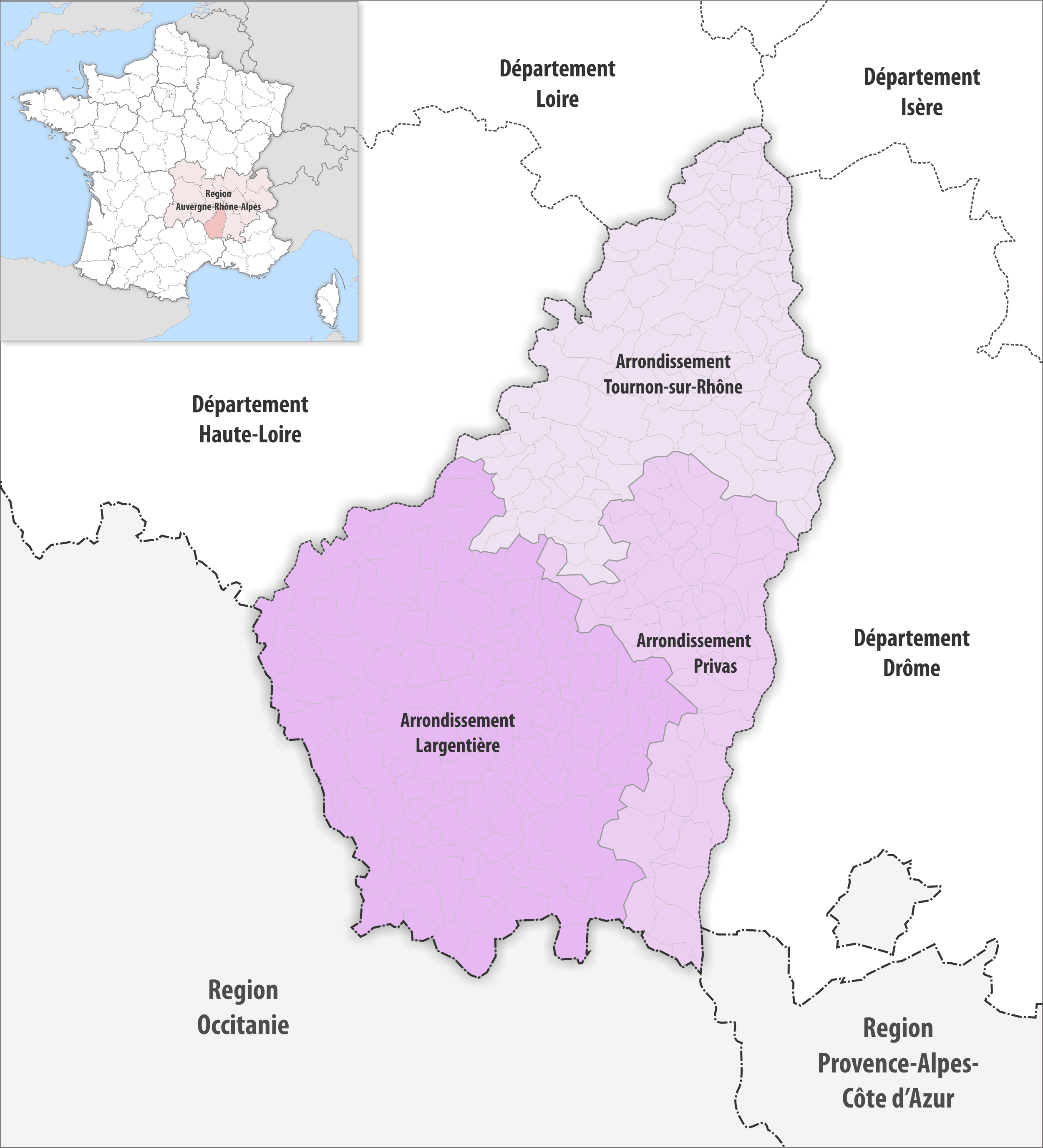
Gemeinden und Arrondissements im Département Ardèche

Das Département Ardèche ist in drei Arrondissements und 335 Gemeinden gegliedert. Vor der landesweiten Neuordnung der Kantone 2015 war das Département in 33 Wahlkreise (Kantone) eingeteilt. Einige Jahre zuvor, am 1. März 2007, hatten die Gemeinden der Kantone Antraigues-sur-Volane, Aubenas, Vals-les-Bains und Villeneuve-de-Berg vom Arrondissement Privas zum Arrondissement Largentière gewechselt.
| Arrondissement      | Kantone | Gemeinden | Einwohner 1. Januar 2022 | Fläche km² | Dichte Einw./km² | Code INSEE |
| ------------------- | ------- | --------- | ------------------------ | ---------- | ---------------- | ---------- |
| Largentière         | 7       | 151       | 104.301                  | 2.646,36   | 39               | 071        |
| Privas              | 6       | 66        | 86.375                   | 1.145,45   | 75               | 072        |
| Tournon-sur-Rhône   | 8       | 118       | 142.553                  | 1.736,83   | 82               | 073        |
| Département Ardèche | 17      | 335       | 333.229                  | 5.528,64   | 60               | 07         |

Siehe auch
- Liste der Gemeinden im Département Ardèche
- Liste der Kantone im Département Ardèche
- Liste der Gemeindeverbände im Département Ardèche

## Wirtschaft
Traditionell spielt die Landwirtschaft (Feldbau und Viehzucht) die wichtigste Rolle im Wirtschaftsleben der Bewohner; Nahrungsgrundlage war früher auch die Edelkastanie, die geröstet als Äquivalent zu den hier kaum bekannten Kartoffeln gegessen oder getrocknet zu Mehl verarbeitet wurde. Ihr Anbau wird heute wieder verstärkt betrieben.
Die regionale Weindenomination „Ardèche“ hat seit den letzten Jahrzehnten des 20. Jahrhunderts qualitativ hochwertige Weine hervorgebracht. Die Anbaufläche, die eigentlich zu den Weinbaugebieten Côtes du Rhône und Côtes du Vivarais gehört, steigt kontinuierlich.
Im 18. und 19. Jahrhundert gab es in der Region mehrere Seidenspinnereien, die jedoch in Qualität und Preis nicht mit den Importen aus Asien mithalten konnten. Seit der zweiten Hälfte des 20. Jahrhunderts entwickelt sich der Tourismus in Form der Vermietung von Ferienwohnungen (gîtes) mehr und mehr zu einem bedeutenden Wirtschaftsfaktor.

## Schienenverkehr
Neben einer Bahnstrecke am rechten Rhôneufer gibt es zwei Museumsstrecken. Der Chemin de Fer du Vivarais verläuft durch das Tal des Doux zwischen Tournon-sur-Rhône und Lamastre. Daneben gibt es den touristischen Schienenbusverkehr Train touristique de l’Ardèche méridionale zwischen Saint-Jean-le-Centenier und Vogüé. Der westliche Teil des Départements hat über die Cevennenbahn in Villefort (Lozère) Anschluss an das überregionale Schienennetz. Das Département Ardèche ist das einzige Département des französischen Festlands, das keinen von der SNCF betriebenen Bahnhof besitzt.

## Tourismus
Aufgrund des einmaligen Landschaftsbildes sowie ihrer Flora und Fauna ist die Ardèche Ziel von naturliebenden und ruhesuchenden Touristen. Im Bereich landschaftlicher Sehenswürdigkeiten wie der Gorges de l'Ardèche, hier insbesondere dem Pont d'Arc, kommt es saisonal zu einem sehr hohen Touristenaufkommen.

## Natur und Klima

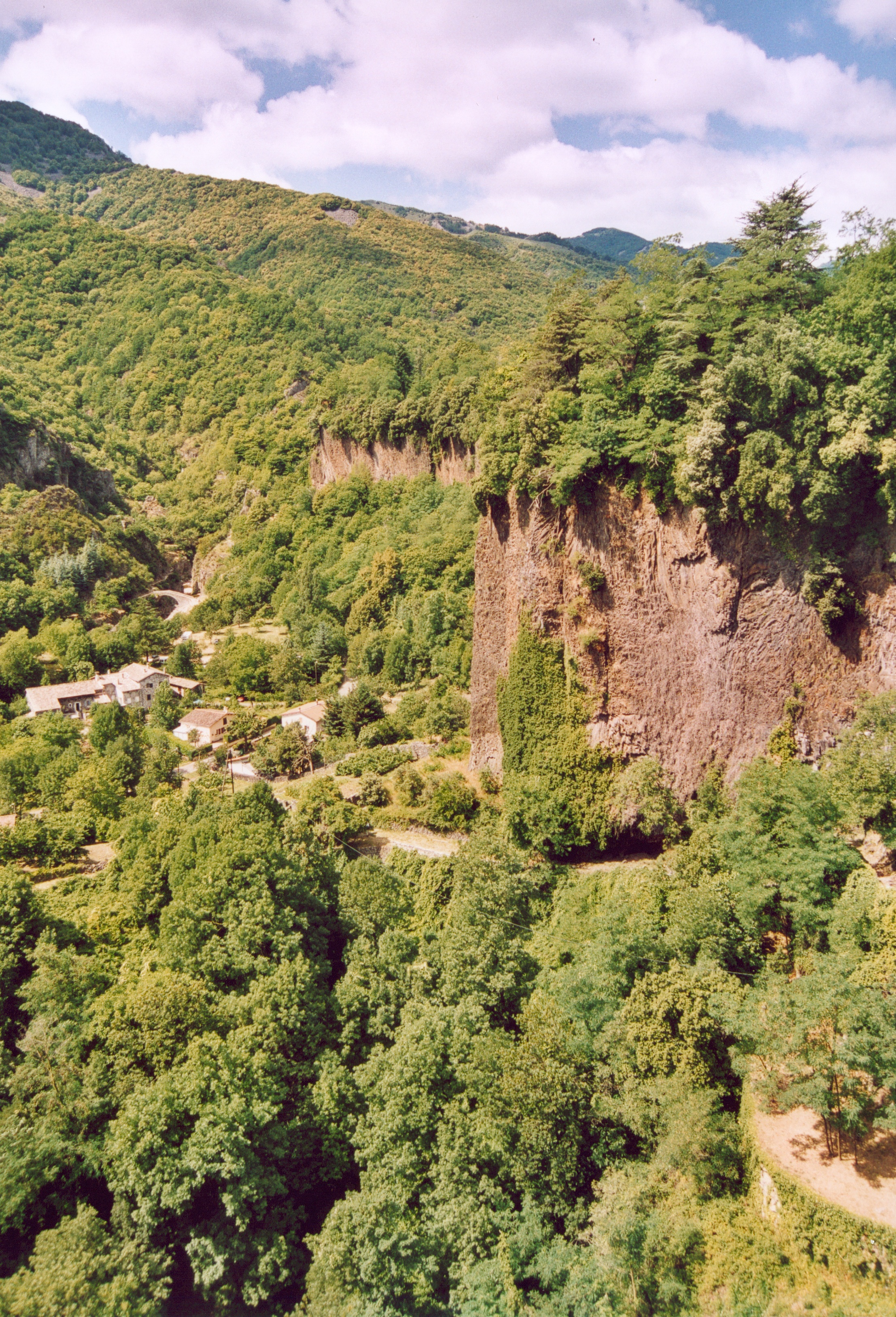
Landschaft bei Thueyts

Die Ardèche zeigt eine Natur, die in Europa nur noch vereinzelt vorzufinden ist. Tiere, vor allem Insekten, Reptilien und Vögel finden hier eine perfekte Umgebung. Eine Fläche von etwa 180.000 Hektar ist im Regionalen Naturpark Monts d’Ardèche unter besonderen Schutz gestellt. Das Département Ardèche ist landschaftlich zweigeteilt. Der nördliche Teil besteht aus einer Gebirgslandschaft, die Höhen von bis zu 1700 m erreicht. Der südliche Teil ist durch die Gorges de l’Ardèche geprägt; die Berge und Hochplateaus liegen hier auf einer Höhe von maximal 500 m.

### Nördlicher Teil der Ardèche
Dieser obere Teil hat ein raues Klima, das heißt im Winter kühl und windig und im Sommer heiß. Hier oben lebt man hauptsächlich von Viehzucht und Landwirtschaft, weswegen dieser Teil der Ardèche das Butterland genannt wird. Man könnte es mit einer Wüste vergleichen, aber nicht endlos an Sand, sondern endlos an Gras. Anders als im Süden der Ardèche gibt es hier sehr große Tannenwälder. Außerdem entspringt hier die Loire. Die Landschaft weist eine nach Süden hin abfallende Topographie auf, die im Norden noch bis zu 1700 m hoch ist, im Süden aber nur noch Höhen von ca. 180 m erreicht. Im Sommer sind die meisten kleinen Flüsse ausgetrocknet; nur die größeren führen noch Wasser.

### Mittlerer Teil der Ardèche
Die größte Seidenproduktion Europas lag bis zum Ende des Ersten Weltkrieges in dieser Region, bis Importseide aus China die französische Seide zunehmend von den Märkten verdrängte. Trotzdem gibt es in diesem Gebiet heute noch immer sehr viele Maulbeerbäume. Viele Kastanienanpflanzungen, ob gepflegt oder verwildert, bedecken die Hügel; die Region Ardèche ist der Hauptproduzent ca. 50 % von Edelkastanien in Frankreich.

### Südlicher Teil der Ardèche
Im südlichen Teil herrscht ein mildes Klima mit moderaten Winter- und Sommerperioden. Es kann im Wechsel mit mehrwöchiger Trockenheit zu kurzen, aber heftigen Gewittern kommen, die große Überschwemmungen verursachen. Daher werden im Süden Wein, Oliven und Früchte wie Pfirsich, Kirschen und so weiter angebaut. Weiterhin ist der Süden gekennzeichnet durch abrupte Täler mit steilen, bewaldeten Abhängen. Hier gibt es keine Tannenwälder, sondern große und viele Eichenwälder mit Wildschweinen. Es gibt keine hohen Berge, sondern nur flache, bewaldete Hügel. Große und kleine Tropfsteinhöhlen sind ausgesprochen zahlreich.

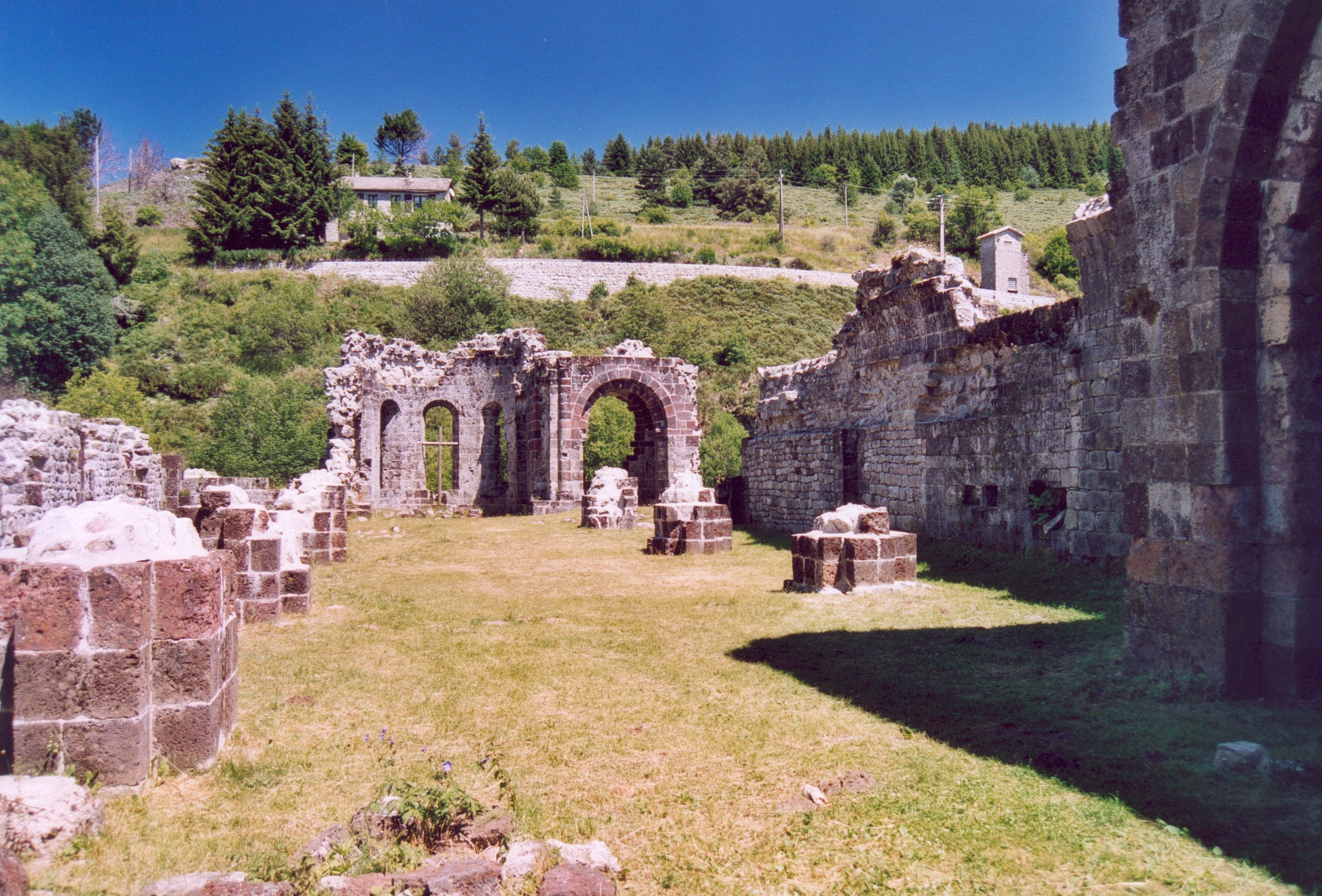
Ruine der Zisterzienserabtei Mazan

## Geschichte und Sehenswürdigkeiten

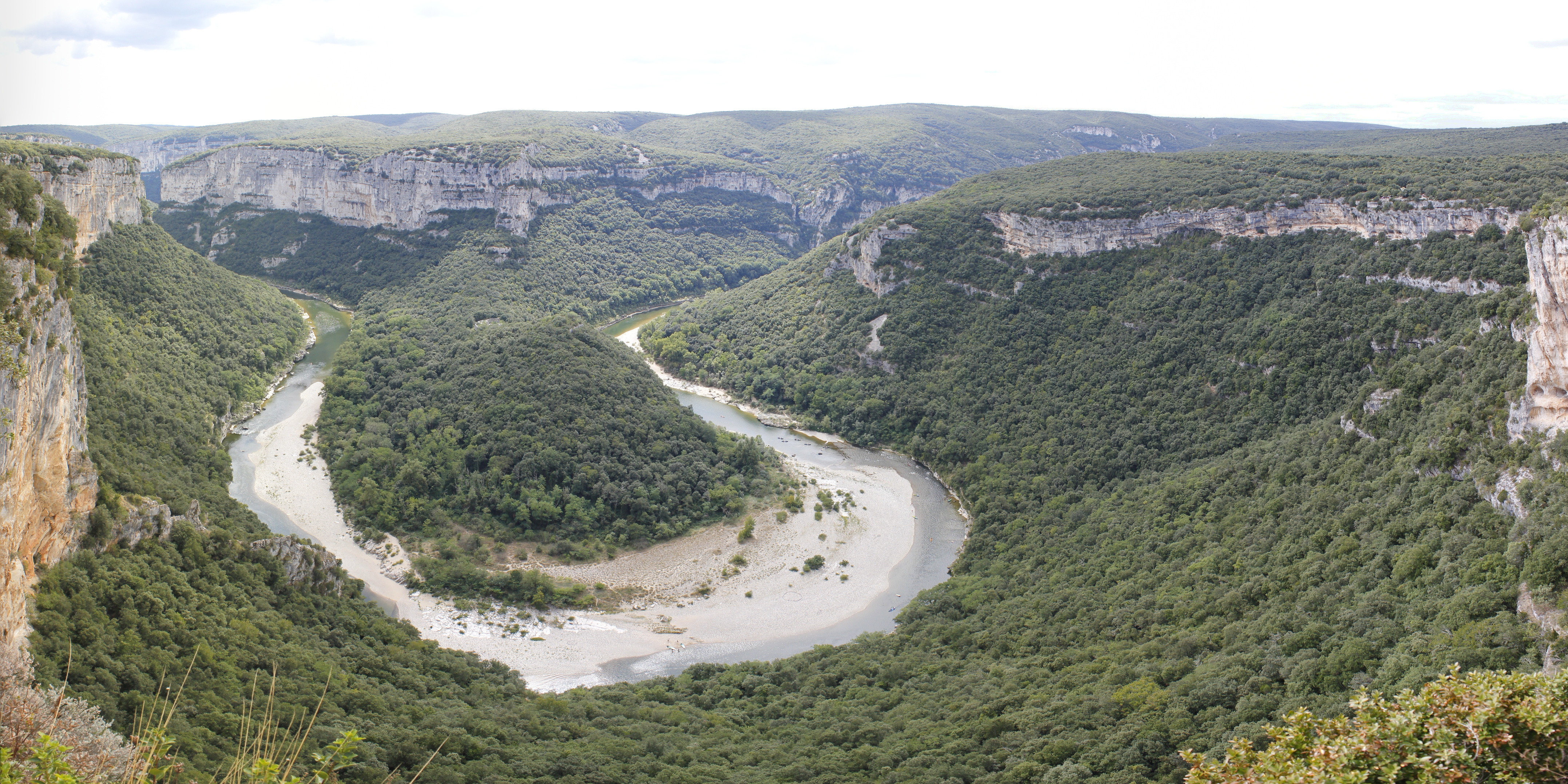
Gorges de l’Ardèche

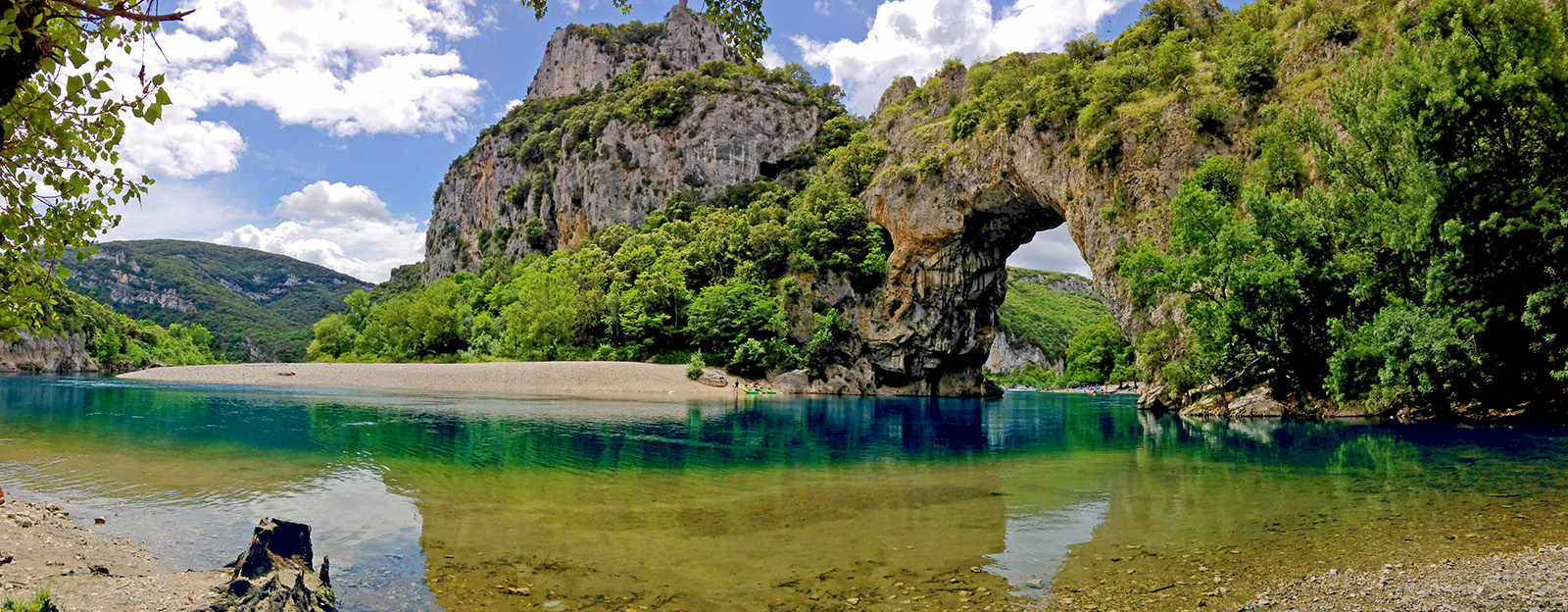
Das Felsentor bei Vallon-Pont-d’Arc ist das Wahrzeichen des Ardèche-Tals.

Das im Jahr 1790 ins Leben gerufene Département Ardèche umfasst in etwa dasselbe Gebiet wie die historische Provinz des Vivarais. Die bedeutendste kulturelle Sehenswürdigkeit der Region ist die im Jahr 2014 von der UNESCO als Weltkulturerbe anerkannte Chauvet-Höhle bei Vallon-Pont-d’Arc. Wie Dolmen und Menhire beweisen, war das Gebiet der südlichen Ardèche bereits in der Jungsteinzeit besiedelt. Römische und frühmittelalterliche Funde sind dagegen nahezu unbekannt, obwohl das nahegelegene Rhônetal einer der wichtigen Siedlungsplätze und Verkehrswege der damaligen Zeit war. Eine bedeutende kulturelle Entwicklung erlebte die Region erst im hohen Mittelalter; darauf deuten die zahlreichen romanischen Kirchenbauten und Burgen hin. Eine kulturelle Weiterentwicklung hin zu den Stilepochen der Gotik, der Renaissance oder des Barock fand jedoch nur in äußerst seltenen Fällen statt (z. B. bei der Kirche Notre-Dame-des-Pommiers in Largentière).